# Station Heighington
Heighington is een spoorwegstation van National Rail in Newton Aycliffe, Sedgefield in Engeland. Het station is eigendom van Network Rail en wordt beheerd door Northern Rail.